# Ottebol
Ottebol is een kleine plaats (een småort) in de gemeente Arvika in het landschap Värmland en de provincie Värmlands län in Zweden. De plaats heeft 107 inwoners (2005) en een oppervlakte van 34 hectare.

## Verkeer en vervoer
Bij de plaats loopt de Länsväg 172.
De plaats heeft een station aan de spoorlijn Charlottenberg - Laxå.